# Аого, Деннис
Де́ннис Ао́го (нем. Dennis Aogo; 14 января 1987, Карлсруэ) — немецкий футболист нигерийского происхождения. Бронзовый призёр чемпионата мира 2010 года.

## Карьера

### Клубная
На юниорском уровне Аого играл за «Бюлахер», «Карлсруэ» и «Вальдхоф». В 2002 году оказался в молодёжной команде «Фрайбурга», в составе которого и провёл первый матч в Бундеслиге. Во «Фрайбурге» играл до 2008 года, за 3 сезона провёл 94 матча и забил 11 мячей.
В 2008 году перешёл в «Гамбург». 26 октября дебютировал в составе нового клуба, выйдя на замену в матче с «Хоффенхаймом». В течение сезона 2008/09 сумел занять место в основе команды.
29 августа 2013 года Аого перешёл в «Шальке 04» в аренду сроком на один год. 9 февраля 2014 года было объявлено о том, что «Шальке» выкупил контракт Аого у «Гамбурга», а сам футболист подписал контракт с «кобальтовыми» до 2017 года с возможностью продления ещё на один год.
9 августа 2017 года Аого на правах свободного агента перешёл в «Штутгарт», с которым заключил контракт на два года. В начале сентября 2019 года Деннис Аого присоединился к «Ганноверу», подписав контракт до конца сезона 2019/20. В конце января 2020 года Аого и клуб договорились о расторжении контракта.

### Международная
Деннис имеет нигерийские корни и мог выступать за сборную Нигерии, которая несколько раз приглашала игрока, но в итоге футболист сделал выбор в пользу Германии. В составе молодёжной сборной этой страны выиграл чемпионат Европы 2009.
В 2010 году дебютировал в составе взрослой сборной в матче с Мальтой. В том же году Йоахим Лёв включил игрока в расширенную заявку на чемпионат мира 2010 года, а позже и в основную. На мундиале Аого сыграл один матч, за бронзовые медали с командой Уругвая.

## Достижения
Молодёжная сборная Германии
- Чемпион Европы: 2009

Сборная Германии
- Бронзовый призёр чемпионата мира: 2010